# リージョン (イングランド)
リージョン（英語: region）は、イングランドの地方区分・最上位の地方自治体単位。領域区分は1994年メージャー政権下で制定されたイギリス中央政府のイングランド内の地方行政区分に由来する。当初はリバプールを含むマージーサイド統計地域を単独地方として10地方存在したが、1998年にイングランド北西部に合併され9地方となった。この際に大ロンドンは直接選挙、他は間接選挙による議会が置かれたが、2008年、2009年に幾つかは廃止された。各リージョンには地域開発公社（RDA）が置かれている。
2011年に廃止され、単に統計目的の地域として利用されることが発表された。

## 現在設置されているリージョン
- イースト・オブ・イングランド
- イースト・ミッドランズ
- グレーター・ロンドン
- ノース・イースト・イングランド
- ノース・ウェスト・イングランド
- サウス・イースト・イングランド
- サウス・ウェスト・イングランド
- ウェスト・ミッドランズ
- ヨークシャー・アンド・ザ・ハンバー